# モーリス・マオン (第3代ハートランド男爵)
第3代ハートランド男爵モーリス・マオン（英語: Maurice Mahon, 3rd Baron Hartland、1772年10月6日 – 1845年11月11日）は、アイルランド貴族、アイルランド国教会の聖職者。1836年に精神異常者として認定された。

## 生涯
初代ハートランド男爵モーリス・マオンと妻キャサリン（Catharine、旧姓ムーア（Moore）、1742年7月1日 – 1834年3月、初代マウント・ケッシェル子爵スティーブン・ムーアの娘）の三男として、1772年10月6日に生まれた。1790年6月15日にケンブリッジ大学セント・ジョンズ・カレッジに入学、1794年にB.A.の学位を、1797年にM.A.の学位を修得した。
大学卒業後は聖職者になり、1804年よりチュアムのセント・メアリー聖堂で聖職禄を受け、1814年にはダブリンの聖パトリック大聖堂での聖職に就任した（いずれも1835年まで在任）。
1813年11月24日、イザベラ・ジェーン・ヒューム（Isabella Jane Hume、1838年11月12日没、ウィリアム・ヒュームの娘）と結婚したが、2人の間に子供はいなかった。
1835年12月8日に兄トマスが死去すると、ハートランド男爵位を継承した。しかし、モーリスは1830年代初期より乱行が見られるようになり、叔父トマス（1740年 – 1811年）の息子でモーリスの推定相続人にあたるデニス・マオンは申請を経て1836年2月15日にモーリスを精神異常者として認定させた。デニスが認定を求めたのはモーリスが所有する地所の管理権を掌握するためだったが、いとことの裁判が長引き、1845年初にようやく勝訴して管理権を得た。
1845年11月11日にストロークズタウンで死去、後継者がおらず爵位は廃絶した。遺産はデニスが継承した。